# Prix des lecteurs Radio-Canada
Le Prix des lecteurs Radio-Canada est l'unique prix littéraire du public en Ontario français. 
Le Prix existe depuis 2001 et a pour but de faire rayonner au pays la littérature franco-ontarienne contemporaine.

## Lauréats
1. 2001 - Skip Moën, Gouverneur du crépuscule
2. 2002 - Maurice Henrie, Une ville lointaine
3. 2003 - Danièle Vallée, Debout sur la tête d'un chat
4. 2004 - Doric Germain, Défenses légitimes
5. 2005 - Marie-Andrée Donovan, Les soleils inciendiés
6. 2006 - Sylvie Bérard, Terre des autres
7. 2008 -  Gilles Dubois, Akuna-Aki, Meneur de chiens.
8. 2009 - Françoise Enguehard, L'Archipel du docteur Thomas
9. 2012: Jocelyne Saucier, Il pleuvait des oiseaux